# Liste des ZNIEFF de la Haute-Savoie
Cette liste recense les sites classés Zones naturelles d'intérêt écologique, faunistique et floristique du département de la Haute-Savoie.

## Statistiques
Le département de la Haute-Savoie compte 259 sites classés Zones naturelles d'intérêt écologique, faunistique et floristique.

## Liste des sites
- Alpages, rochers et tourbière de la Dent d’Oche
- Ancienne exploitation de gravier au Sud du Couvent de la Visitation
- Barre rocheuse au Nord du Chef-lieu
- Bas-marais à choin de Chez Lavy
- Bas-marais à choin et prairies humides de Chez Metra
- Bois d'Ogny
- Bois de Pré Poirier et du Pré Lamy
- Bois des Fournets
- Bois et rocher de Trenarman
- Chaîne du Bargy, pic de Jallouvre incluant les lacs de Lessy et Bénit
- Chaîne des Aravis
- Chapelle de Samoëns
- Cirque du Fond des Joux
- Combe de Sales
- Complexe d'anciennes gravières et forêt riveraine de l'Arve à la frontière Suisse
- Complexe thermophile sur sables et graviers de Piracot
- Coteau du Pâquis
- Coteau sec de Chantemerle
- Crêt Petetet
- Dépressions marécageuses des Mouilles
- Domaine de Coudrée et anciennes dunes lacustres du bord du Léman
- Église de Frangy
- Église de Samoëns
- Ensemble de landes et friches à molinie de St Girod
- Ensemble de prairies naturelles sèches des Granges de Passy et ancienne gravière de l'Arve
- Ensemble des pelouses sèches de la Cluse d'Annecy
- Ensemble des zones humides du plateau des Bornes
- Étang de l'Abbaye et prairies humides de Prés Ravis
- Étang de la glacière
- Étang de Thuet
- Étang de Crosagny, Beaumont et Braille
- Fond et de la vallée de l'Arve et versant au Sud-Ouest d'Arthaz
- Forêt de Planbois
- Forêt de Thonon
- Forêt des Saix blancs
- Friche à molinie de la Tuilière
- Friche à molinie et pins des Poissards
- Friche à molinie sur argile avec localement du choin de Pré Jarvan
- Friche à molinie sur argile de la Chavanne
- Friche à molinie sur argile de la Plantaz
- Friche à molinie sur argile de la Verchère
- Friche à molinie sur argile des Crottes
- Friche à molinie sur argile des Teppes
- Friche à molinie sur argile sous le cimetière
- Friche et pinède à molinie de Marmillon
- Friche et pinède sur argile au niveau de la Chapelle de la Sainte
- Friche et pinède sur argile de la Bataille
- Friche sèche en rive gauche du ruisseau de la petite Craze
- Friches à molinie sur argile de Desingy
- Friches et pinèdes à molinie à la Gare de Groisy
- Golfe de Coudrée et environs
- Gorges de la Diosaz
- Gorges du Brevon
- Gorges du Chéran
- Gorges du Risse à l'amont de Pouilly
- Grand marais d'Orcier
- Grand Marais de Margencel
- Gravières de l'Arve
- Hautes-Bauges
- L'Etournel
- La Dranse, du pont de Bioge au lac Léman
- La forêt de l'Ermoy
- La Plagne, Bois de l'Herbette, Le Chaffard
- Lac d'Arvouin
- Lac de Montriond
- Lac de Pététoz
- Lac de Vallon
- Lac des Confins
- Montagne de Lachat de Dingy-Saint-Clair
- Le Crêt à la Dame
- Le Fier dans la traversée de l'agglomération annécienne
- Le fond de la vallée du Fier, du pont de Claix à Morettes
- Le Foron en rive gauche, la Provence, Sur les Saix et l'Argentière
- Le Salève
- Le Vallon d'Ablon et la tourbière
- Le Voua Bénit
- Le Voua de la Motte
- Le Voua des Splots
- Les Aiguilles Rouges, Carlaveyron et Vallon de Bérard
- Les Voirons et le ravin de Chandouze
- Les zones humides de la base du Vuache
- Maladière Nord : les Châteaux
- Marais alcalin de Balmont
- Marais alcalin de pente au sud de la route de Bloux
- Marais au hameau de la Chiesaz
- Marais au SW du hameau du Fougueux
- Marais de "Chez Rigaud"
- Marais de Ballaison
- Marais de Ballon
- Marais de Balmont
- Marais de Bovinens
- Marais de Champagny
- Marais de Chez Sassot
- Marais de Chignens
- Marais de Chilly, Ballavais et Mermes
- Marais de Choisy
- Marais de Côte-Merle
- Marais de Fully
- Marais de Genevrière
- Marais de Giez
- Marais de l'Enfer
- Marais de la clé des Faux
- Marais de la Croix de la Marianne
- Marais de la Fin
- Marais de la Mulatière
- Marais de la Praux et de la Bossenot
- Marais de la Rippe
- Marais de Poisy
- Marais de Prat-Quemond
- Marais de Rafour dans le Bois Conti
- Marais de Vanzy
- Marais des Campanules
- Marais des Crestés
- Marais des Josses
- Marais des Mièges
- Marais des Tattes, ruisseau du Thy
- Marais des Tines
- Marais des Vorges
- Marais du Biollet
- Marais du bois de Parteyi
- Marais du Bout du Lac
- Marais du Déluge
- Marais du Pont-Neuf
- Marais du Sauget
- Marais du Villard
- Marais entre Armiaz et Le Noble
- Marais entre Maugny et Bonnant
- Marais fusionnes
- Massif de la Tournette
- Massif de Tavaneuse
- Massif des Cornettes de Bise
- Massif du Joly
- Môle et son flanc sud
- Mont Biliat – Pointe d'Ireuse – Rochers de Jotty
- Mont Chauffé et Mont Jorat
- Mont d'Orchez
- Pic de l'Aigle
- Mont de Chillon
- Mont de Grange
- Mont de Vouan
- Mont Forchat
- Mont Ouzon et son prolongement méridional
- Mont Veyrier, Mont Baron et Mont Baret
- Montagne d'Âge
- Montagne d'Hirmentaz
- Rocher du Corbeau
- Montagne d'Outray
- Rochers des Enclaves
- Mont Lachat, montagne des Auges
- Le Sappey
- Montagne de Sous-Dîne, roche Parnal-rocher des Tampes-Champ Laitier
- Montagne de Sulens
- Montagne des Gures
- Montagne des Hauts-Forts
- Montagne des Posettes
- Montagne du Charbon
- Montagne du Parmelan
- Montagne du Vuache et Mont de Musiège
- Partie forestière de la réserve naturelle des Contamines-Montjoie
- Pelouse sèche entre le Limonet et le Coudray
- Pelouses sèches de la Cluse d'Annecy
- Pelouses sèches sous Trémoirin et Chez Julliard
- Pentes boisées en rive gauche du Rhône
- Pentes rocheuses en rive droite de l'Arve de Pré Voisin aux Montées Pelissier
- Pentes sèches du la Croix de Frangy
- Petit lac à Lully
- Pinède à molinie sur argile de la Tuilière
- Pinède à molinie sur argile et prairies sèches de Ponnay
- Pinède et friche à molinie sur argile au lieu-dit "le Frût"
- Pinède et prairies à molinie sur argile du Crêt de puits et des Teppes de la Repentance
- Plaine des Rocailles
- Plateau d'Ajon
- Plateau des Daines
- Pointe d'Autigny et Rochers de la Fiogère
- Pointe de Chésery
- Les Combes
- Pointe de Tréchauffex et de l'Aiguille
- Pointes de Marcelly, Perret, Véran, Vélard et Lac du Roy
- Prairie de Champ Vautier
- Prairie et friche à molinie au sud-est de Veytrens
- Prairie humide dans le bois des Roches
- Prairie humide des Marmottes
- Prairie humide du bois des Rosses
- Prairies humides de Marival
- Prairies humides du Gambé
- Prairies humides et forêts alluviales de la Deysse
- Prairies humides marécageuses des Charmottes
- Prairies sèches et pinède sur argile du Tremblay
- Prés de la Serve
- Ravin de la Godette
- Ravin du Ruisseau de la Morte et friches dans les Bois des Rippes
- Ravins de Chamburaz, Marnoz et de l'Hermance
- Réserve naturelle de Passy : de Pormenaz à Villy
- Rives de l'Arve d'Anterne aux Valignons
- Rives du Fier, des Glières aux Rochettes
- Roc de Chère
- Roc des Bœufs, montagne d'Entrevernes
- Rocher des Mémises
- Rochers de la Mottaz
- Rochers de Leschaux, plateau de Cenise, Andey et gorges du Bronze
- Ruisseau du Couche
- Ruisseau du Fornant
- Ruisseaux du Vion, du Foron et du Redon
- Secteur des sources du Giffre
- Secteur sud du Taillefer à l'ouest de Chaparon
- Semnoz, du crêt des sauts au crêt de l'Aigle
- Semnoz, flanc ouest de l'extrémité de l'Aigle
- Semnoz, versant sud
- Site à chauves-souris des Follys
- Tête du Colonney
- Désert de Platé
- Tête Rocheuse du Mottay et Gorges du Pont du Diable
- Têtes des Suets
- Têtes rocheuses et boisées entre Trossy et Le Lyaud
- Torrent du Giffre de Taninges à Samoëns
- Tourbière de Fontaine
- Tourbière de la Chapelle des Montets
- Tourbière de la Colombière
- Tourbière de Lossy
- Tourbière de Sommand
- Tourbière de Sous les Gouilles Rouges
- Tourbière des Chavannes
- Tourbière des Gouilles Rouges
- Tourbière des Moises
- Tourbière des Mouilles (Hirmentaz)
- Tourbière du col de la Rama
- Tourbière du Vélard
- Tourbière du Vernant
- Tourbières au col de la Croix Fry
- Tourbières de l'Arbaron
- Tourbières de la Plaine de Dran
- Tourbières de Plan Jovet
- Tourbières du Plan du Rocher
- Tourbières du plateau d'Ajon
- Tourbières du plateau des Glières
- Tourbières du Prariond
- Tourbières du Praz de Lys
- Val de Fier
- Vallée des Glaciers
- Vallée des Usses de Mons au Rhône
- Vallon de Saint Ruph
- Vallon de Tamié
- Vallon des Léchères et pelouse de la Sablonnière
- Vallon du Pamphiot
- Vallon du ruisseau à Prairod
- Vallons de Tré les Eaux et du Vallon de Bérard
- Versant abrupt dominant le lac de Montriond – "L'envers du lac" – "les Combes"- "La Joux"
- Versant bordant et dominant le Rhône à l'Est de Bellegarde
- Versant est des Aravis, forêts des Merdassiers et Nant Pareux
- Versant méridional de la Mandallaz et milieux de sa base
- Versant rocheux en rive droite de l'Arve, de Balme à la Tête Louis Philippe
- Zone humide à l'ouest de Blanly
- Zone humide des Plagnes
- Zone rocheuse de la Chapelle de Saint Gras à Sommant
- Zone rocheuse du Bas Thex
- Zone rocheuse du Mont sous la Tête des Trêches
- Zone sèche à la base Mandallaz
- Zones humides autour des Grands Crêts
- Zones humides de Chez Bourgeois
- Zones humides de Combloux et Demi-quartier
- Zones humides de l'extrémité ouest du plateau de Loëx
- Zones humides de Pré Canet, Bel Air, Gratteloup et Marigny
- Zones humides des Frêtes
- Zones humides du Pays de Gavot
- Zones humides du plateau de Loëx